# Lyonsia gouldii
Lyonsia gouldii är en musselart som beskrevs av Dall 1915. Lyonsia gouldii ingår i släktet Lyonsia och familjen Lyonsiidae. Inga underarter finns listade i Catalogue of Life.